# Billy and Chuck
Palmarès
WWE/F World Tag Team Championship (2 fois)
Billy and Chuck est une équipe de catcheurs professionnels composée de Billy Gunn et Chuck Palumbo formée en 2001 et dissoute en 2002 à la suite d'une blessure de Billy lors d'un match contre D-Von et Ron Simmons.

## Carrière
Ils ont eu une rivalité avec Rikishi en mai 2002. Lors du WWE Judgement Day 2002, ils perdent leur titres face à Rikishi et Rico Contastino qui était obligé de s'allier sous les ordres de Mr. McMahon.

## Championnats et accomplissements
- Pro Wrestling Illustrated
  - PWI Tag Team of the Year en 2002[2]

- World Wrestling Federation / World Wrestling Entertainment
  - 2 fois WWE/F World Tag Team Championship en 2002[3]